# Linia kolejowa nr 176
Linia kolejowa nr 176 – nieczynna, jednotorowa, niezelektryfikowana linia kolejowa powstała w latach 1914–49. Jako pierwszy, w 1914 roku, powstał odcinek Syrynia – Olza (jako część linii kolejowej łączącej Olzę z KWK Anna). Następnie, latem 1925 roku, oddano do użytku odcinek od Syryni do stacji Brzezie nad Odrą. 2 października 1949 roku połączono Brzezie nad Odrą ze stacją w Markowicach, gdzie połączono go z linią nr 151. 

## Ruch pociągów
Po wybudowaniu linia była eksploatowana w ruchu osobowym i towarowym. We wrześniu 1968 zamknięto odcinek Markowice-Brzezie dla ruchu pasażerskiego, a we wrześniu 1981 roku pozostałą część linii. Na linii odbywał się nadal ruch towarowy.
W lipcu 2015 roku poinformowano, że PKP PLK rozpoczęły procedurę likwidacji 15-kilometrowego odcinka linii pomiędzy Raciborzem a Syrynią. Likwidacja związana jest z zaprzestaniem wydobycia węgla kamiennego w kopalni "Anna" pod koniec 2011 roku.
Linia kolejowa 176 po 2015 r. posiadała status linii nieczynnej. W czerwcu 2021 r. PKP PLK zaczęły wycofywać się z wcześniejszych decyzji, twierdząc, że zarządca wyraził zgodę jedynie na „tymczasowy demontaż” toru. W sprawę włączył się także śląski Urząd Marszałkowski oraz parlamentarzyści z różnych partii politycznych. 
Wiosną 2025 r. prezydent Raciborza zgłosił wniosek o likwidację linii w związku z planowaną budową drogi Racibórz-Rybnik. Postulat likwidacji linii kolejowej spotkał się z krytyką m.in. ekspertów z Fundacji Pro-Kolej, oraz lokalnych stowarzyszeń, a także mieszkańców Lubomi, którzy zebrali podpisy. Powstała również petycja w obronie linii kolejowej i przywrócenia na niej ruchu towarowego dla transportów wydobywanych kruszyw z niecki Zbiornika Racibórz Dolny. PKP PLK ogłosiły konsultacje społeczne w sprawie przyszłości linii. 